# Wer liebt, hat Recht
Wer liebt, hat Recht ist ein Filmdrama des Regisseurs Matti Geschonneck aus dem Jahr 2002. Die Literaturverfilmung basiert auf dem gleichnamigen autobiografischen Roman der Schriftstellerin Anita Lenz. Iris Berben verkörpert Maja, eine Frau, die von ihrem Mann Helmut, gespielt von Robert Atzorn, hintergangen worden ist.

## Handlung
Maja mag ihr Leben in der Großstadt Berlin; sie übersetzt Fachbücher der Architektur vom Italienischen ins Deutsche. Meist lässt sich ihr Ehemann Helmut, mit dem sie seit 27 Jahren verheiratet ist, nur an den Wochenenden in Berlin sehen, da er die Woche über in Tübingen ist, wo er seiner beruflichen Tätigkeit als Literaturprofessor nachgeht.
Seinen 55. Geburtstag begeht Helmut gemeinsam mit Maja sowie beider längst erwachsenem Sohn Andrej und dessen Freundin Monika in seinem Feriendomizil in der Toskana. Die Feier nimmt Andrej zum Anlass, seiner Mutter zu erzählen, dass Monika ein Kind von ihm erwartet. Durch eine unbedachte Äußerung Majas gegenüber Helmut erfährt er ebenfalls davon und scheint augenscheinlich nicht besonders begeistert zu sein. Helmut hat Bedenken, dass Andrej mit seinen eher bescheidenen Einkünften – da er seinen Lebensunterhalt als Künstler bestreitet – eine Familie nicht unterhalten kann.
Da Helmut, wie er behauptet, beruflich in Tübingen zu tun hat, tritt er die Rückreise mit dem Zug an, begleitet von Maja, die jedoch nach Berlin in die gemeinsame Wohnung weiterfährt, um dort auf ihren Mann zu warten. Maja ahnt nicht, dass Helmut in Wirklichkeit nach Lugano fliegt, um dort seine heimliche Geliebte Claire zu treffen, die an Helmuts Geburtstag einem gemeinsamen Sohn das Leben geschenkt hat.
Als Helmut einige Tage später in Berlin eintrifft, sind Maja und er mit Bert und Christine, einem befreundeten Paar, zum Essen verabredet. Da Bert nichts von Helmuts heimlicher Affäre weiß, fragt er ihn beim Essen ganz unbefangen, was er denn in Lugano gemacht habe, er habe ihn dort nämlich zufällig aus einiger Entfernung am Flughafen gesehen. Die im Raum stehende Frage, nimmt Helmut zum Anlass, Maja während des Heimwegs von Claire und dem gemeinsamen Kind zu erzählen. Für Maja, die völlig unvorbereitet war, bricht eine Welt zusammen. Sie denkt über Scheidung nach.
Helmut, der Maja immer geliebt hat, will sie auf keinen Fall verlassen, was er Claire auch unmissverständlich erklärt. Selbstverständlich werde er seinen Unterhaltsleistungen für das Kind nachkommen, versichert er seiner Geliebten und fügt erklärend hinzu, dass er sich unter der Woche wegen der Trennung von Maja einsam gefühlt und gelitten habe. Nur aus dieser Einsamkeit heraus, sei es zu einer Beziehung mit ihr gekommen. Er habe aber immer Maja geliebt und nie mit dem Gedanken gespielt, seine Frau aufzugeben.
Wieder zurück in Berlin erzählt Helmut Maja von seinem Gespräch mit Claire und dass er sich für sie entschieden habe. Maja war jedoch bereits bei einer auf Familienrecht spezialisierten Rechtsanwältin, die darauf verwiesen hat, dass die zu leistenden Unterhaltszahlungen Helmuts für seinen außerehelichen Sohn in jedem Fall vorrangig seien und sie somit nur einen geringen Anspruch auf Unterhaltszahlungen habe.
Andrej, der inzwischen weiß, wie es zwischen seinen Eltern steht, bedrängt seine Mutter, auf jeden Fall bei seinem Vater zu bleiben. Diesem Wunsch kommt Maja letztendlich nach, stellt jedoch die Bedingung, dass Helmut jeden Kontakt zu Claire einstellt und sich in Zukunft nur noch auf seine Familie konzentriert. Helmut ist entschlossen, diese Forderung zu erfüllen, doch kurz bevor er zustimmt, erfährt er von seiner Geliebten, dass der gemeinsame Sohn eine Deformierung am Kopf hat und der Verdacht besteht, dass er für sein ganzes Leben behindert sein wird. Als Maja davon erfährt, gerät ihre Forderung gegenüber Helmut ins Wanken, denn sie hält es für wichtig, für ein behindertes Kind ganz besonders da zu sein. Glücklicherweise stellt sich aber später heraus, dass das Kind zwar eine Verformung am Kopf hat, diese jedoch keinerlei gesundheitliche Beeinträchtigung nach sich ziehen wird.
Alle Versprechungen und Forderungen laufen letztendlich jedoch ins Leere, da Maja nicht mehr zu dem alten Verhältnis zurückfinden kann und nicht mehr mit ihrem Mann zusammenleben will. So zieht Maja in das Haus in der Toskana, wo sie von nun an allein leben will. Helmut erfährt davon über Andrej und macht sich auf den Weg in die Toskana. Es kommt zu einem klärenden Gespräch, in dem die Eheleute beschließen, von nun an gemeinsam in Berlin zu leben. Glücklich dort angekommen, erfährt Maja von ihrer Freundin Christine, dass deren Mann Bert sich scheiden lassen will.

## Produktionsnotizen
Der von Network Movie produzierte Film hatte am 30. Dezember 2002 Premiere im deutschen Fernsehen. Die Drehorte waren Berlin und Tübingen, sowie Lugano und Montepulciano.

## Kritiken
„Es folgt eine emotionale Achterbahnfahrt mit oft überraschenden Wendungen und ungekünstelten Dialogen. Fazit: Klug und packend: Wer einschaltet, liegt richtig. Ein Film voller Zwischentöne. Groß!“

„Regisseur Matti Geschonneck, Sohn des DEFA-Stars und Brecht-Schauspielers Erwin Geschonneck, ist ein echter Glücksfall für das deutsche Fernsehspiel. In regelmäßigen Abständen verfertigt er wahlweise spannende oder komische Filme, in denen er Schauspieler wie Robert Atzorn oder Iris Berben zu sichtbaren Leistungssteigerungen inspiriert.“

Der Autor Dieter Wunderlich war der Ansicht, dies sei ein Ehedrama, „in dem kein Geschirr zertrümmert, sondern auf differenzierte Weise die Zerrissenheit der Beteiligten veranschaulicht [werde], die ernsthaft um eine Lösung des Konfliktes ringen“ würden. […] „Iris Berben, Robert Atzorn und Sibylle Canonica spielen ihre Rollen sehr überzeugend.“
Rainer Tittelbach von tittelbach.tv meinte: „Viel Wahrheit steckt in diesen Kammerspiel, in dem die Autorin nur ein bisschen zu sehr dem Redezwang huldigt.“ Weiter hieß es: „Iris Berben und Robert Atzorn schleppen die Beziehungsprobleme rhetorisch ausgefeilt durch dieses erlesen fotografierte Ehedrama.“ „Schade“, sei es, dass Geschonnecks „Lebenspartnerin Hannah Hollinger offenbar den Ehrgeiz [gehabt habe], eine möglichst große Anzahl typischer Beziehungssätze (‚Du ziehst mir gerade den Boden unter den Füßen weg‘) im Drehbuch unterzubringen. So zerstör[e] der Redezwang einiges von der emotionalen Wahrheit dieses Ringens um eine Beziehung“. Es gab 4,5 Sterne von 6 möglichen.